# 1853
1853 је била проста година.

## Догађаји

### Јануар
- 19. јануар — У Риму први пут изведена Вердијева опера Трубадур.

### Март
- 4. март — Френклин Пирс је инаугурисан за 14. председника САД.

### Октобар
- 16. октобар — Кримски рат између Русије и алијансе коју су сачињавали Уједињено Краљевство, Француска, Османско царство и италијанска Краљевина Пијемонт. Рат су одликовале катастрофалне одлуке заповедног кадра Алијансе и лоша логистика свих зараћених страна.

### Новембар
- 30. новембар — Битка код Синопа

## Рођења

### Март
- 23. март — Музафар ад Дин Каџар, персијски краљ
- 30. март — Винсент ван Гог, холандски сликар

### Септембар
- 17. септембар — Марко Т. Леко (+1932), српски хемичар и академик

### Новембар
- 20. новембар — Оскар Поћорек, аустроугарски генерал

## Смрти

### Април
- 28. април — Лудвиг Тик, немачки књижевник. (* 1773)

### Јул
- 1. јул — Бранко Радичевић, српски романтичарски песник. (* 1824)

### Август
- 16. децембар — Јохан Питер Хазенклевер, немачки сликар. (* 1810)